# Amor, extraño amor
Amor, estranho amor (traducida como Amor, extraño Amor, conocida como Despertar en Hispanoamérica) es una película brasileña de corte erótico del año 1982 dirigida por Walter Hugo Khouri y protagonizada por Marcelo Ribeiro, Xuxa Meneghel, Tarcísio Meira y Vera Fischer. Fue estrenada el 1 de noviembre de 1982 y distribuida por Embrafilme en Brasil, New Star Video Movies en Argentina y por Vestron Video y New Star Video en Estados Unidos.
Debido a la controvertida participación de Xuxa Meneghel y a la trama del filme, fue objeto de polémica tanto en Brasil como en el resto de Latinoamérica.

## Argumento
Un hombre, Hugo (Walter Foster en su vejez y Marcelo Ribeiro de adolescente), ya en su madurez, guarda en la memoria una infancia realmente singular. En la década de 1930, la madre de Hugo, Anna (Vera Fischer), es la amante del político paulista Osmar Pasos (Tarcísio Meira), dueño de la villa. La casa alberga un burdel donde se juntan los hombres más influyentes del país. Anna se ocupa de cuestiones organizativas, mientras que Laura (Iris Bruzzi) es la jefa del burdel y su mano derecha. 
Poco antes de los cambios políticos en Brasil en 1937, Hugo, de doce años, es enviado por su abuela a vivir por unos días a la casa a su madre, a quien apenas conoce. De forma secreta, observa las actividades lascivas en el vestíbulo y también los actos sexuales en las habitaciones, donde descubre su propio deseo sexual. Hugo escucha una conversación entre su madre y Osmar, y así descubre que este es su padre. Para las prostitutas del burdel, Hugo se convierte en su objeto de deseo, cosa que Anna observa sospechosamente. 
Una de ellas, Olga, se desnuda ante él y trata de seducirlo, pero es molestada, y se esconde sin ser vista. Por la noche, Hugo sueña con tener relaciones sexuales en grupo con todas las prostitutas del burdel y se masturba, especialmente con la guapa y muy joven Tamara (Xuxa Meneghel), chica a quien Osmar le da a un político Benicio como un "regalo", la cual despierta el interés de Hugo. 
Cuando Anna finalmente descubre a Hugo y Tamara desnudos en la cama, justo antes de consumar el acto sexual, arma un escándalo: Anna ataca agresivamente a Tamara y decide regresarle a Hugo a su abuela. Llorando, le pide a su madre que se quede con ella. El abrazo, inicialmente reconfortante, se convierte en un acto sexual incestuoso entre madre e hijo. Mientras tanto, la noticia del golpe de Estado del Presidente Getulio Vargas llegó, y Osmar decide auto-exiliarse. Los nuevos gobernantes descubren el burdel, pero garantizan la existencia del mismo como un lugar discreto de entretenimiento para invitados importantes del gobierno, sin embargo, Hugo regresa con su abuela.
En el presente, Hugo, tras evocar los recuerdos de su pasado, se encuentra con una delegación de personas que quieren convertir su mansión en un establecimiento cultural. Les dice a los hombres de la delegación que solo pasó unos días de su vida en la mansión mientras su madre vivía allí.

## Reparto
- Vera Fischer como Anna, madre de Hugo.
- Tarcísio Meira como Osmar Pasos.
- Xuxa Meneghel como Tamara, prostituta del burdel.
- Iris Bruzzi como Laura, prostituta del burdel.
- Walter Foster como Hugo (Adulto).
- Marcelo Ribeiro como Hugo (Niño).
- Mauro Mendonça como el Dr. Benicio.

## Producción
En 1979, Walter Hugo Khouri presentó el proyecto cinematográfico a la distribuidora Embrafilme.
Khouri ocupó la mayoría de los roles principales de la película con conocidos actores brasileños. La entonces modelo Xuxa Meneghel tuvo su primera aparición cinematográfica importante.  En una entrevista, Xuxa explicó que tenía entre 17 y 19 años durante la filmación de la película. En otra entrevista, Xuxa comenta que la película se hizo en 1979.
Para el papel del joven Hugo, el director eligió a Marcelo Ribeiro, de doce años, quien ya había aparecido el año anterior como actor de reparto en la película Eros, O Deus do Amor.

## Distribución
La película se estrenó el 1 de noviembre de 1982 en Sao Paulo y en Río de Janeiro. La película fue clasificada para "mayores de edad" en Brasil. La película fue distribuida New Star Video Movies en Argentina y por Vestron Video y New Star Video en Estados Unidos.
Existen 3 versiones de la película: la primera, de 124 minutos, el cual fue distribuida en Brasil y consiste en la versión completa de la película. Otra versión, de 90 minutos, fue distribuida por Vestron Video en Estados Unidos y por New Star Video Movies en Argentina, el cual excluye varios minutos del filme. Y la última versión, de 120 minutos, distribuida por New Star Video en el 2005, el cual consiste en una edición sin censura doblada al inglés, pero sin los créditos finales, salvo una breve mención de Vestron Video.

## Recepción

### Crítica
Kevin Thomas, exescritor de Los Angeles Times, elogió la película indicando que su argumento es similar a las películas Murmur of the Heart y Pretty Baby del director francés Louis Malle, indicando que Khouri comparte el estilo discrecional de Malle en contar una historia con contenido potencialmente explosivo, concluyendo que "el resultado es una absorbente y reflexiva experiencia para adultos".
El sitio web Filmes do Chico indica que "el hecho de haber sido asociada Xuxa con la pedofilia, la película ha ganado una reputación que no se corresponde con el material que ofrece. Al igual que cualquier película de Khouri, esta tiene muchas escenas el sexo, mucha desnudez gratuita, sin embargo, es una buena película."
La película tiene una puntuación de 6.1/10, basado en 760 votos en el Internet Movie Database, siendo la película de Xuxa Meneghel con la mayor puntuación del sitio.

### Premios
Por su actuación, Vera Fischer ganó un premio como mejor actriz en el Festival de Cine de Brasilia y otro en el Premio del Cine de Air France en 1982. Xuxa Meneghel también ganó un premio revelación en el Premio de Cine del Air France.

## Controversia
La película causó una cierta controversia debido a la participación de Xuxa en el reparto. Su personaje tiene encuentros sexuales con un niño de 12 años, interpretado por el actor Marcelo Ribeiro. Debido a que en el contrato no hubo liberación de imágenes para video, Xuxa, por orden judicial, ordenó a retirar todas las cintas de video en las tiendas del país. Sin embargo 4.000 copias llegaron a ser vendidos antes de la orden judicial, los cuales fueron reproducidas ilegalmente, convirtiendo la película en una producción de culto. Finalmente, Xuxa adquirió los derechos de distribución del filme para Latinoamérica.
Actualmente, la película está fuera de circulación en el país. Sin embargo, la película fue lanzada en los Estados Unidos, tanto en VHS como en DVD. Los distribuidores no adquirieron los derechos de imagen de Xuxa, lo cual terminó en una acción legal en 1993, pero perdió. En 2006, Marcelo Ribeiro, ahora de 39 años, dio varias entrevistas y publicó un libro sobre cómo sucedió todo en la producción de la película, incluyendo conversaciones detrás de las escenas con la actriz.
En 2007, aprovechando su fama momentánea, realizó una película pornográfica llamada Extranho Amor, producida por la empresa Brasileirinhas. En 2007, Marcelo Ribeiro dio una entrevista donde comenta la polémica de la película. En 2007, la película fue publicada en Internet, sin embargo, no se ha tomado ninguna medida judicial al respecto. 
En 2011, el productor Aníbal Massaine intentó una acción legal para volver a distribuir el filme, aprovechando la fama de la artista. En el 2014, Xuxa pierde una demanda contra Google por la eliminación de los resultados de la película en el motor de búsqueda. Xuxa presentó un recurso contra esta decisión, pero en el 2017, dicha apelación fue negada.
En octubre de 2018, el acuerdo de Xuxa con el estudio que impedía la exhibición o comercialización de la película expiró y no se renovó. A finales de 2020, tras una oferta del productor Aníbal Massaíni Neto, la película fue vendida al canal de TV paga Canal Brasil, perteneciente al Grupo Globo, que la mostró por primera vez en televisión en la madrugada del 12 de febrero de 2021 en una serie de películas del director titulada Mostra Walter Hugo Khouri.